# Rejon tarbagatajski

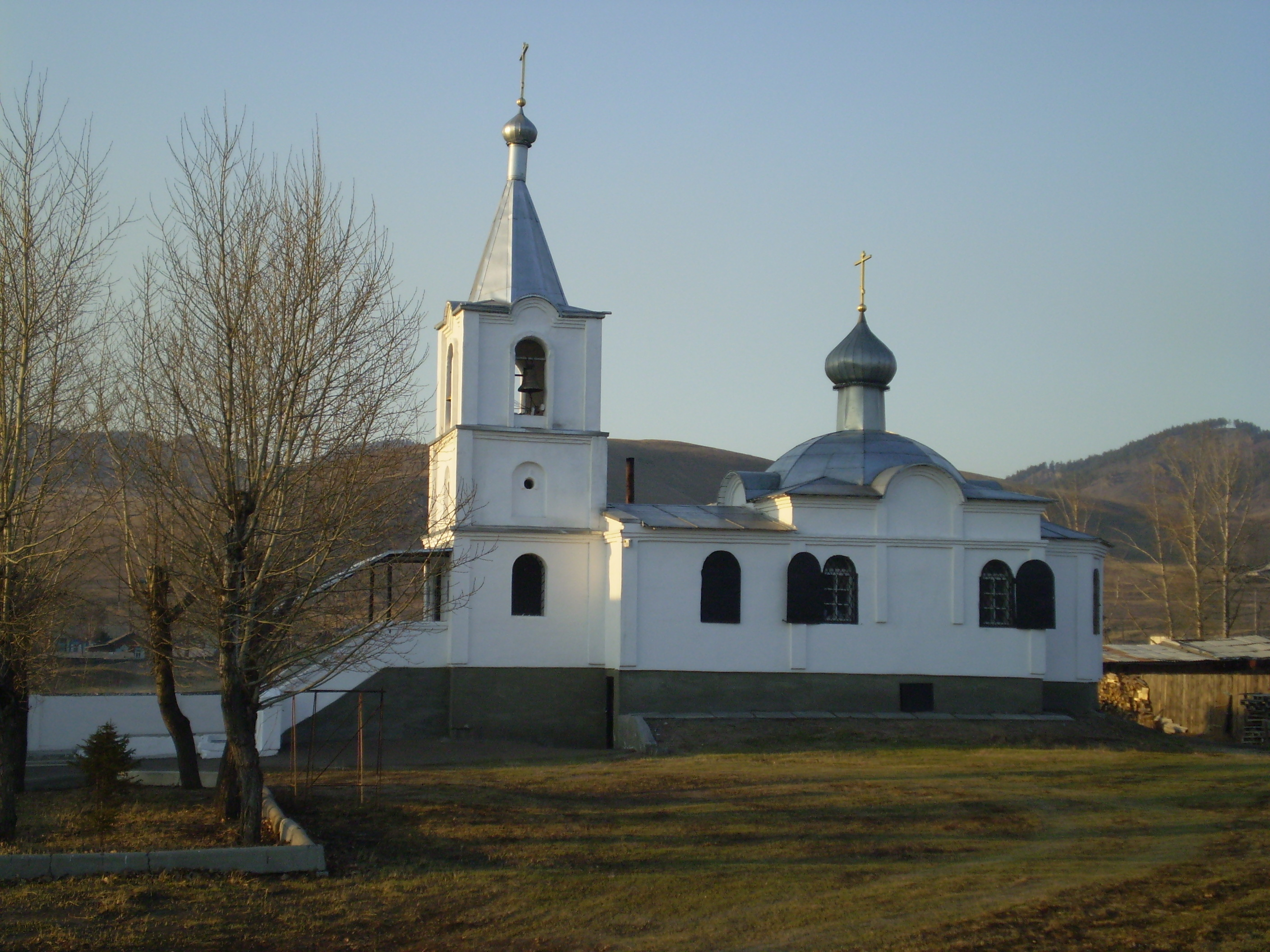
Cerkiew w Tarbagataju

Rejon tarbagatajski (ros. Тарбагатайский райо́н; bur. Тарбагатай аймаг) – rejon w azjatyckiej części Rosji, wchodzący w skład Republiki Buriacji. Stolicą rejonu jest wieś Tarbagataj (populacja wsi stanowi 26,1% mieszkańców rejonu). Rejon został utworzony w 1923 roku.

## Położenie
Rejon ma charakter wiejski i zajmuje powierzchnię 3300 km². Położony jest w środkowej części Republiki Buriacji.

## Ludność
Rejon zamieszkany był w 1989 roku przez 18 483 osób, w 2002 roku przez 16 316 osób, a w 2010 roku jego zaludnienie wynosiło 16 471 osób.